# Pedro Marieluz Garcés

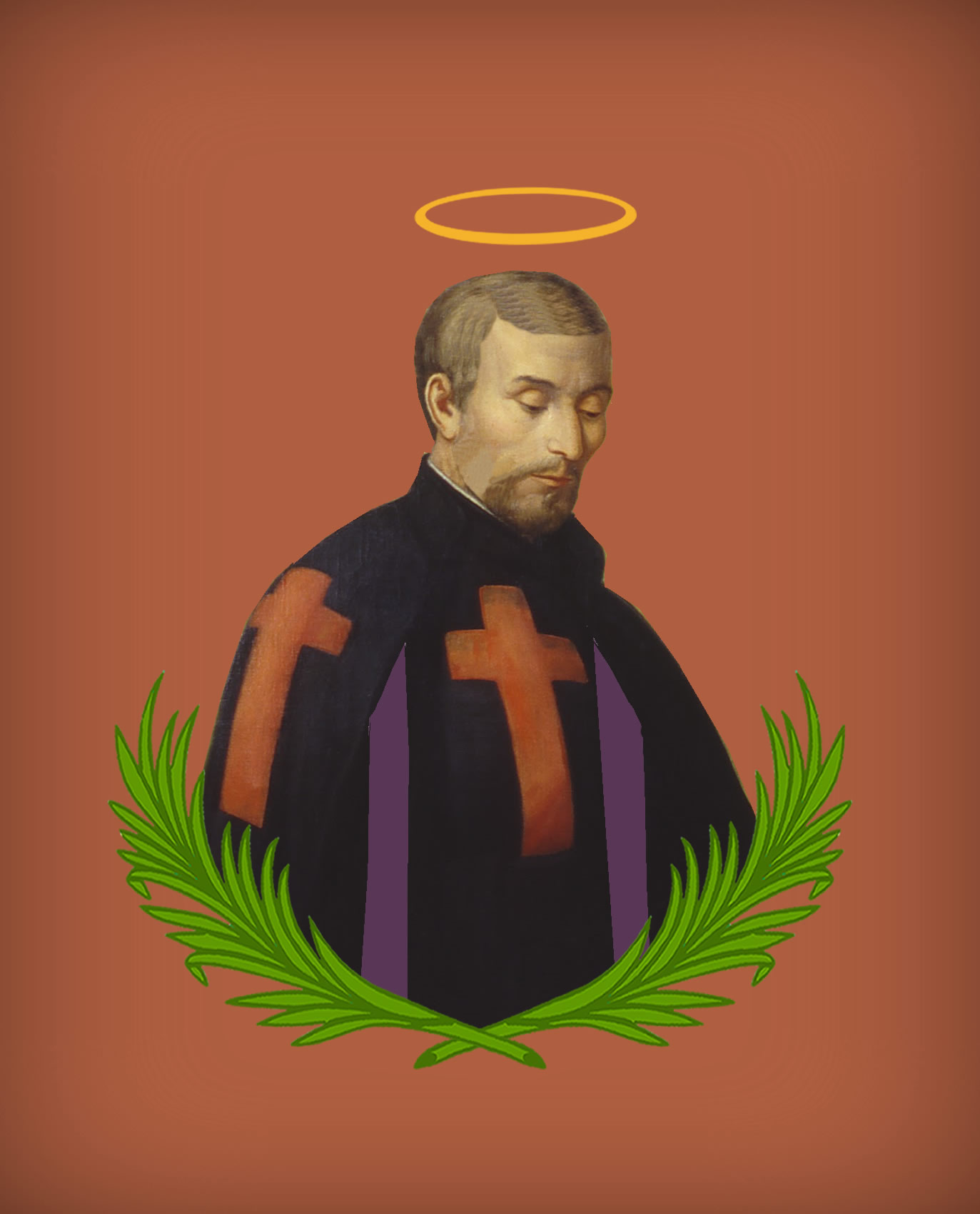
Pedro Marieluz Garcés

Pedro Marieluz Garcés (tevens Pedro Marielux) (geboren 1780 in Tarma in Peru, overleden 23 september 1825 in Callao) was katholiek priester, monnik en martelaar van het biechtgeheim.

## Biografie
Rond het jaar 1780 wordt Pedro geboren als zoon van een welgestelde familie. Hij treedt in als jonge man in het klooster van de Camillianen in en wordt in 1805 tot priester gewijd.
Tijdens de Latijns-Amerikaanse onafhankelijkheidsoorlogen staat pater Marieluz aan de kant van de Royalisten en wordt door de Spaanse Vice-koning José de la Serna in juli 1821 tot militair kapelaan van een Spaanse divisie benoemd. Als zodanig neemt hij o.a. deel aan de Slag van Macacona (beter bekend als de Slag van Ica). Verder wordt hij belast met de zielzorg in de burchten van de Spaanse militaire Gouverneur José Ramon Rodil Campillo in de stad Callao.
Na de zware nederlaag in de Slag van Ayacucho (in december 1824) worden de Spaanse troepen in de burcht Real Felipe in Callao door de opstandelingen belegerd. Pater Marieluz wil de soldaten in die moeilijke situatie niet zonder geestelijke bijstand alleen laten, en blijft daarom op de burcht. Na negen maanden van belegering wordt er door de wanhopige soldaten een plan gesmeed om in opstand te komen tegen de Gouverneur José Ramon Rodil Campillo. Het complot wordt echter ontdekt: tegen de avond van de 23e september 1825 wordt de Gouverneur ervan in kennis gesteld, dat om 21.00 uur een aanslag onder leiding van zijn commandant Montero op hem gepland is.
Hij laat de verdachten direct arresteren en verhoren, maar allen ontkennen het bestaan van een dergelijk complot. Rodil besluit desondanks, dat de verdachten om 21.00 uur geëxecuteerd moeten worden, precies op het tijdstip, waarop de aanslag op zijn leven gepland was. Om 18.00 uur roept Rodil Pater Marieluz, om de dertien veroordeelden op de dood voor te bereiden en hun de biecht af te nemen.
Direct na de executie komt er bij Rodil twijfel op, of hij daadwerkelijk alle samenzweerders te pakken heeft. Daarom laat hij Pater Marieluz roepen, met de gedachte, dat de geëxecuteerden hem, met de dood voor ogen, alle details van het complot in de biecht verteld zouden hebben. De geestelijke weigert echter, met beroep op het biechtgeheim, over de inhoud van de biechtgesprekken met de geëxecuteerden te spreken. De Gouverneur stelt hem nu voor de keus, ofwel te spreken over dat, wat hij weet, ofwel te sterven. Pater Marieluz blijft standvastig en werd vervolgens eveneens door een commando onder leiding van commandant Iturralde doodgeschoten.